# Sauveterre-i kultúra
A sauveterre-i kultúra i. e. 8500 és 6500 között virágzó régészeti kultúra volt. Nevét a mai Franciaország területén, Lot-et-Garonne megyében, Sauveterre-la-Lémance település közelében feltárt lelőhelyről kapta.

## Elterjedése
Területileg Európa nyugati és középső vidékeinek jelentős részére kiterjedt. A famegmunkáláshoz szükséges eszközök általában hiányoznak a korszak leletegyütteseiből. A rituális temetkezés egyik fajtájának bizonyítékait találták meg a régészek a sauveterre-i kultúra által hátrahagyott temetkezési helyeken.

## Hatása
A tardenoisi kultúra hasonló jegyeket mutat mint a sauveterrei kultúra. E kultúra egyúttal hatással lehetett a maglemosei kultúrára is.

## Fordítás
Ez a szócikk részben vagy egészben  a   Sauveterrian című angol Wikipédia-szócikk ezen változatának fordításán alapul.  Az eredeti cikk szerkesztőit annak laptörténete sorolja fel. Ez a jelzés csupán a megfogalmazás eredetét és a szerzői jogokat jelzi, nem szolgál a cikkben szereplő információk forrásmegjelöléseként.